# Sânpetru (Brașov)
Sânpetru (tysk: Petersberg; ungarn: Barcaszentpéter) er en kommune i distriktet Botoșani, Transsylvanien i Rumænien, beliggende lige nord for didstriktets hovedstad, Brașov. Den består af en enkelt landsby, Sânpetru og har 11.794 (2021) indbyggere.
Kommunen ligger i det etnografiske Burzenland-område, i den østlige del af distriktet, ved foden af Karpaterne.
Dette område var hjemsted for mange Transsylvanske saksere men efter den Rumænske revolution i 1989 emigrerede en stor del af dette samfund til Tyskland. Landsbyens centrum blev bygget af denne gruppe og viser indflydelse fra tysk arkitektur. Adskilt herfra er der et rumænskbygget område med en lille kirke og huse, der mindst stammer fra begyndelsen af det 19. århundrede. Et nyt center blev bygget tættere på Brașov i den kommunistiske periode for at huse vandrende arbejdere til traktor- og busfabrikkerne i byen. Siden 1989 er der blevet bygget nye, mere luksuriøse huse i udkanten af landsbyen, hvilket langsomt forbinder den med Brașov.

## Fossiler
Stedet er kendt som Sanpetru Formationen (en), hvor Ilona von Felsö-Szilvás i slutningen af det 19. århundrede opdagede fossiler af bl.a. dinosaurknogler, der var blevet blotlagt i en bjergskråning på hendes families ejendom, som på det tidspunkt lå inden for Østrig-Ungarns grænser.